# Cobitis vardarensis
Cobitis vardarensis es una especie de peces de la familia Cobitidae en el orden de los Cypriniformes.

## Subespecies
- Cobitis vardarensis kurui (Erkakan, Atalay-Ekmekçi & Nalbant, 1998
- Cobitis vardarensis vardarensis (Karaman, 1928.